# Krone
Eine Krone (lateinisch corona ‚Kranz‘) ist eine kostbare, meist aus Gold und Edelsteinen gearbeitete Kopfzierde vorwiegend christlich-abendländischer Herrscher. Sie ist Ausdruck ihrer Macht und Würde sowie Symbol und Insigne ihrer Herrschaft über ein bestimmtes Volk oder ein Territorium. Daher wird „die Krone“ auch als Synonym für ein mit staatlicher Würde ausgestattetes König- oder Kaisertum benutzt.

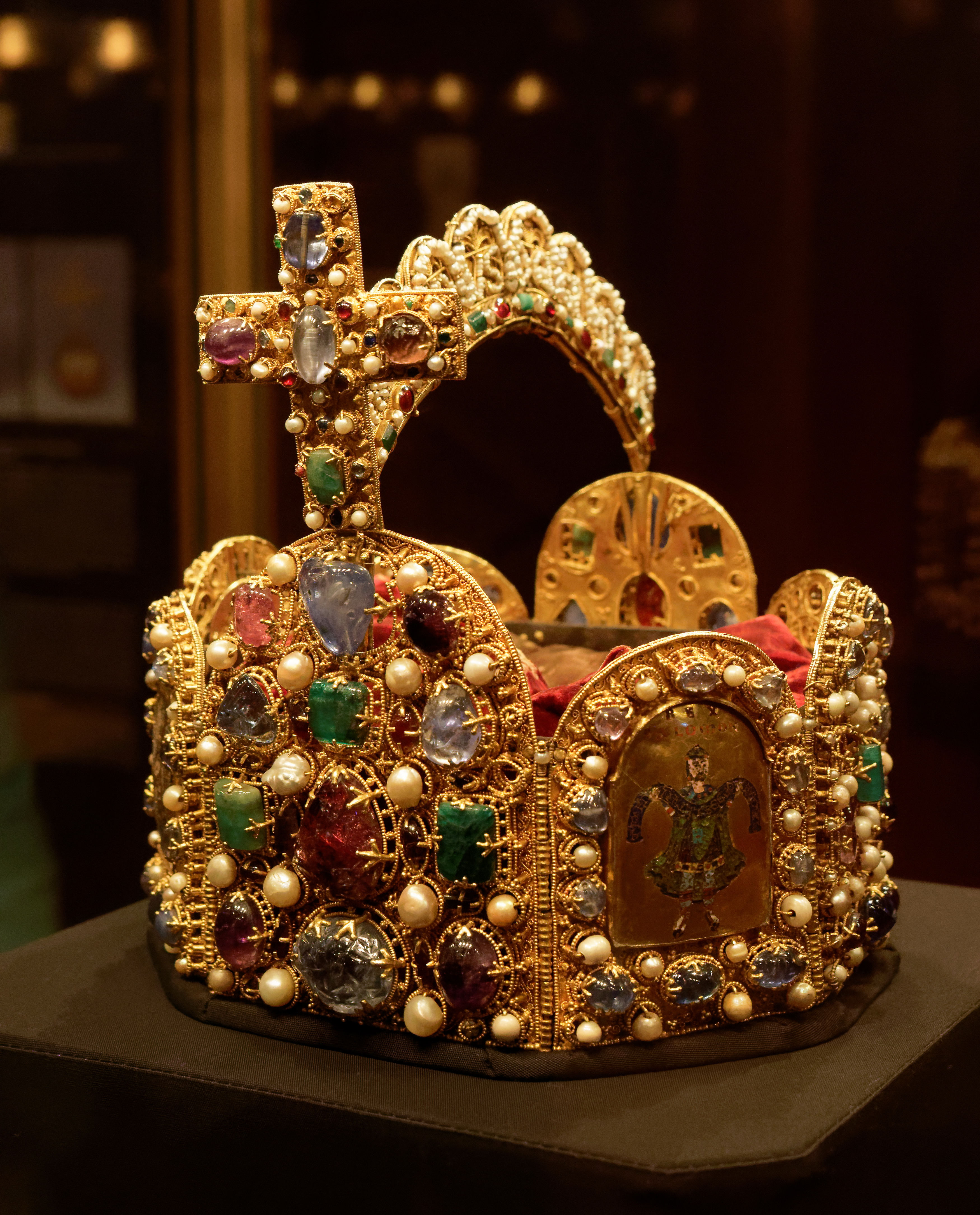
Reichskrone in der Kaiserlichen Schatzkammer in der Hofburg in Wien

## Historische Vorläufer

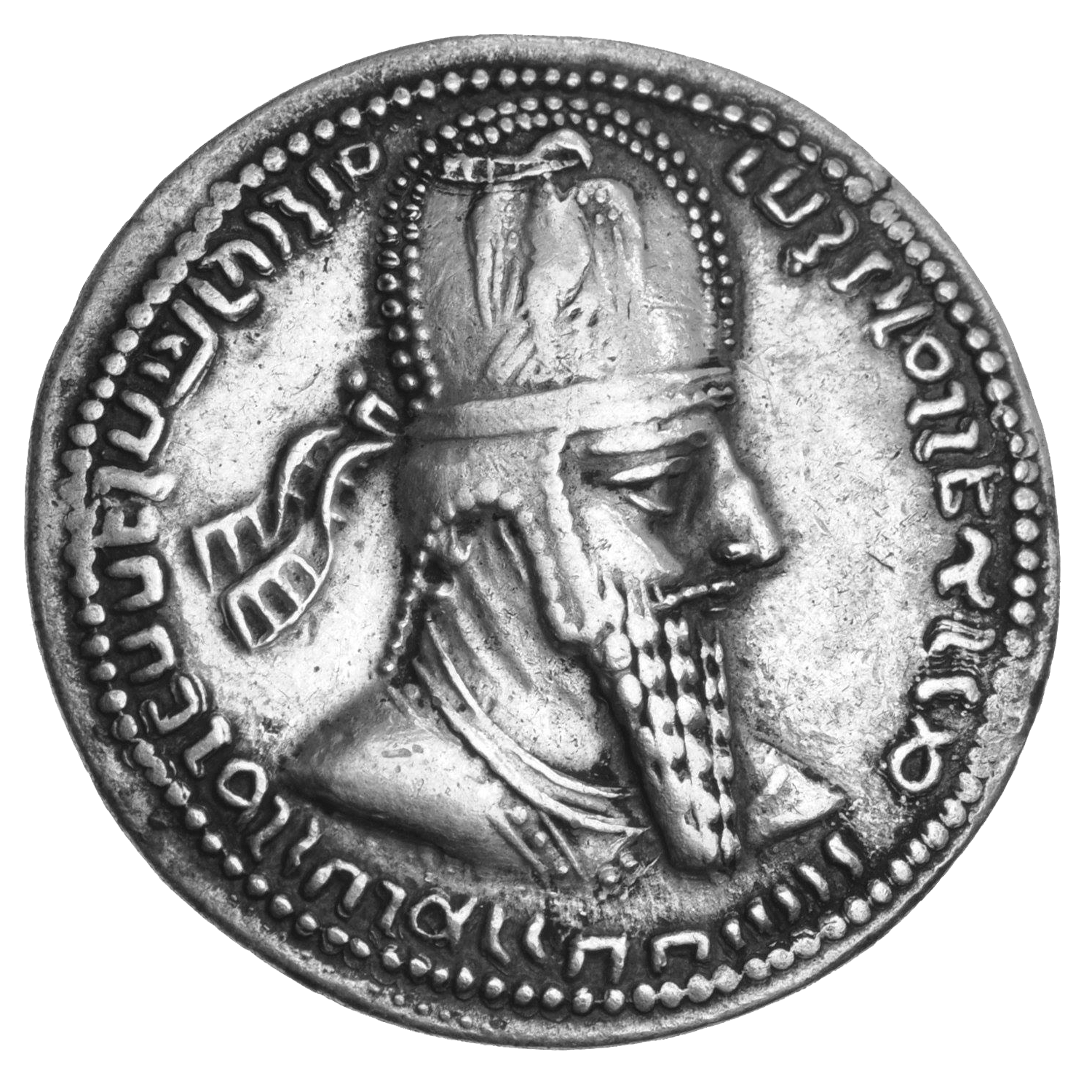
Der Begründer des Sasanidenreichs, Ardaschir I., mit Krone, 3. Jahrhundert

Die Formen frühester Kopfbedeckungen zeigen in fast allen Kulturen nach oben gerichtete Spitzen, Strahlen, Federn oder Blätter, meist gebildet aus Hörnern oder Geweihen. Beispiel dafür sind die in Mesopotamien gebräuchlichen „Hörnerkronen“. Dabei hilft laut A. Rauch der semitische Begriff „Keren“, gleichbedeutend für „Horn“ und „Strahl“, zum Verständnis, aber auch zur Missdeutung in der Kunst, etwa bei der Darstellung des Moses mit „Hörnern“. Grundsätzlich scheint es in allen Frühkulturen darum gegangen zu sein, eine mystische Verbindung des Herrschers mit den Göttern herzustellen, um deren Lenkung bzw. Schutz zu erwirken. Dies erklärt auch die zwingenden religiösen Kulte bei Krönungen bis heute (darauf ist A. Rauch näher eingegangen, s. Lit.).
Das Tragen von Kronen kam im alten Orient in Gebrauch. Bereits im alten Ägypten, im Babylonischen Reich, in Persien und im antiken Griechenland trugen Herrscher eine Krone bzw. eine Königsbinde oder ein Diadem. Die Perserkönige des Achämenidenreichs gehörten zu den ersten, die eine geschlossene Krone, eine Tiara, trugen. Diese Form wurde später von den byzantinischen Kaisern übernommen sowie von den Päpsten, die bis zum Jahr 1964 eine dreifache Krone trugen. Alle sasanidischen Könige trugen speziell für sie geschaffene Kronen (unterteilbar in Reichs- oder Hauptkronen und Sonderkronen) und wurden damit auf Felsreliefs, Silberschalen und Münzen dargestellt. Die Krone des Sasanidenherrschers Chosrau II. soll 91 kg gewogen haben. Sasanidische Kronen waren Vorbild für Herrscher in Zentralasien und Indien, etwa bei den iranischen Hunnen und den Westtürken.
Die römischen Kaiser nutzten das Diadem oder den Lorbeerkranz der Imperatoren als Symbole ihrer Macht.

## Die Krönung
Im europäischen Mittelalter verlieh die korrekt vollzogene Krönung mit der richtigen Krone am richtigen Ort durch den richtigen, d. h. dazu berechtigten Königskröner (Coronator) einem Herrscher seine Legitimität. Im Heiligen Römischen Reich etwa wurde der gewählte König üblicherweise durch den Erzbischof von Köln in Aachen – ab dem 16. Jahrhundert in Frankfurt am Main durch alle geistlichen Kurfürsten – mit der Reichskrone gekrönt. Die Kaiserkrönung erfolgte – ebenfalls bis ins 16. Jahrhundert – durch den Papst in Rom oder durch einen päpstlichen Legaten. Die Krönungskirche der französischen Könige war die Kathedrale von Reims, die der britischen Königinnen und Könige ist die Westminster Abbey zu London.

## Typologie von Kronen

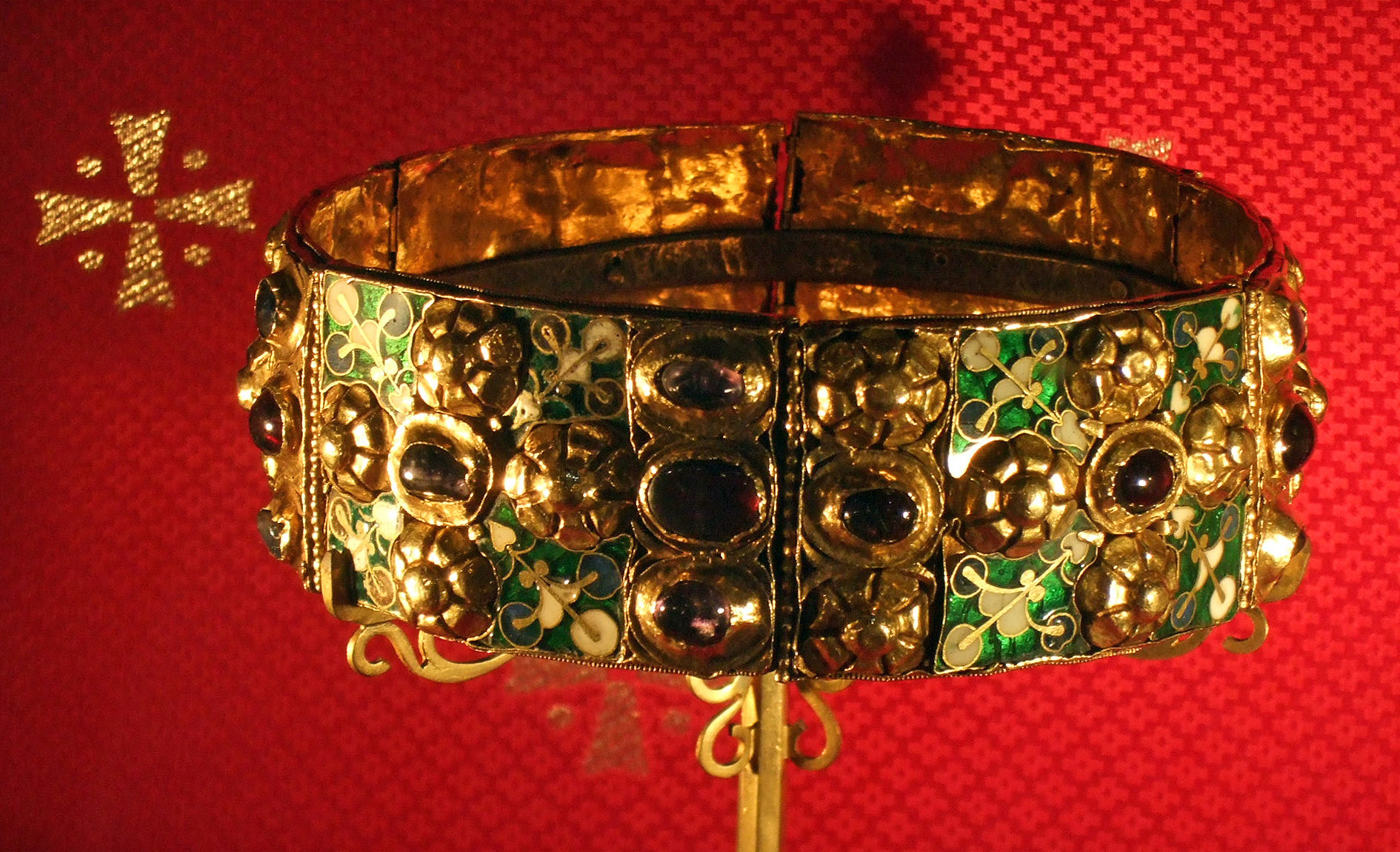
Kronreif
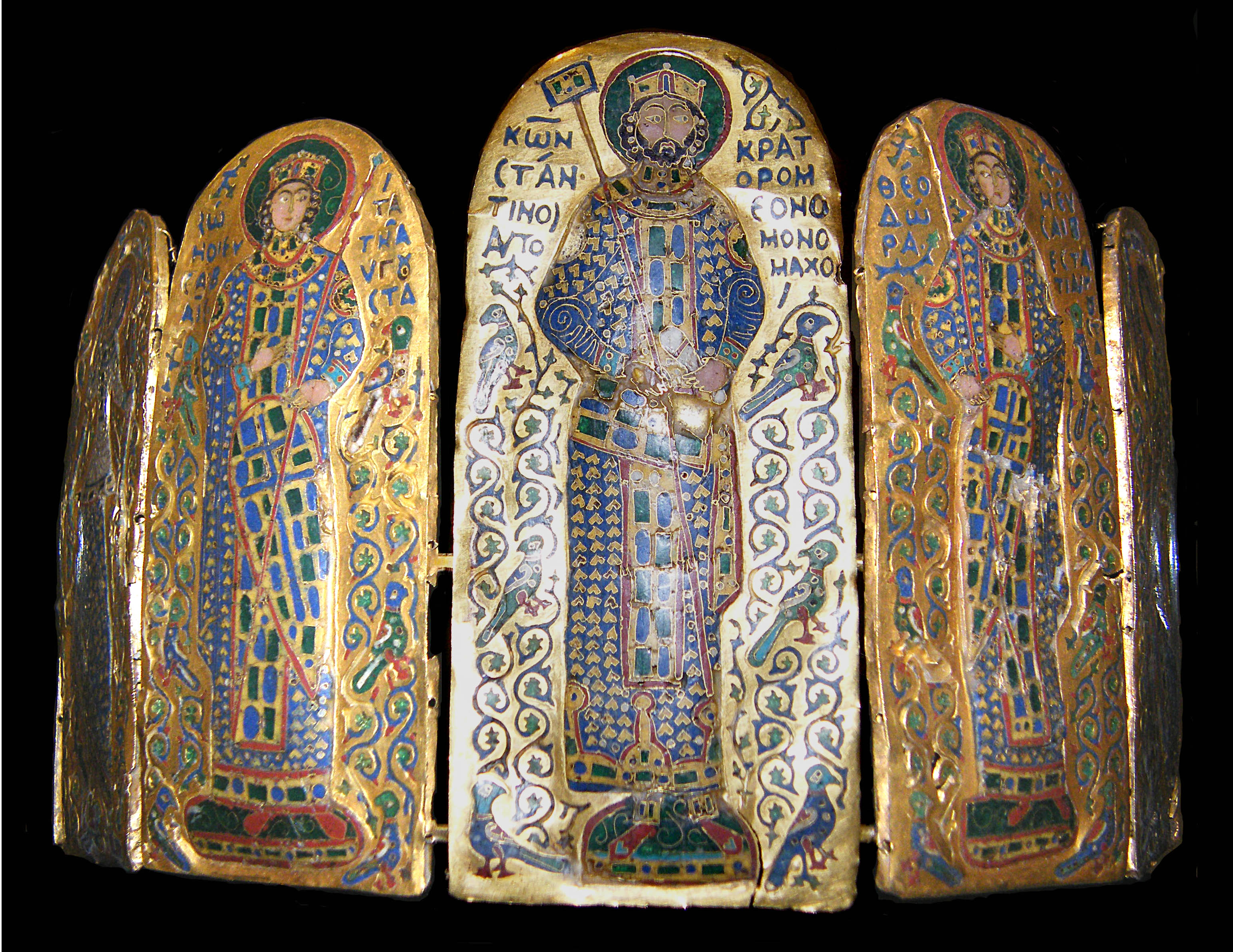
Plattenkrone
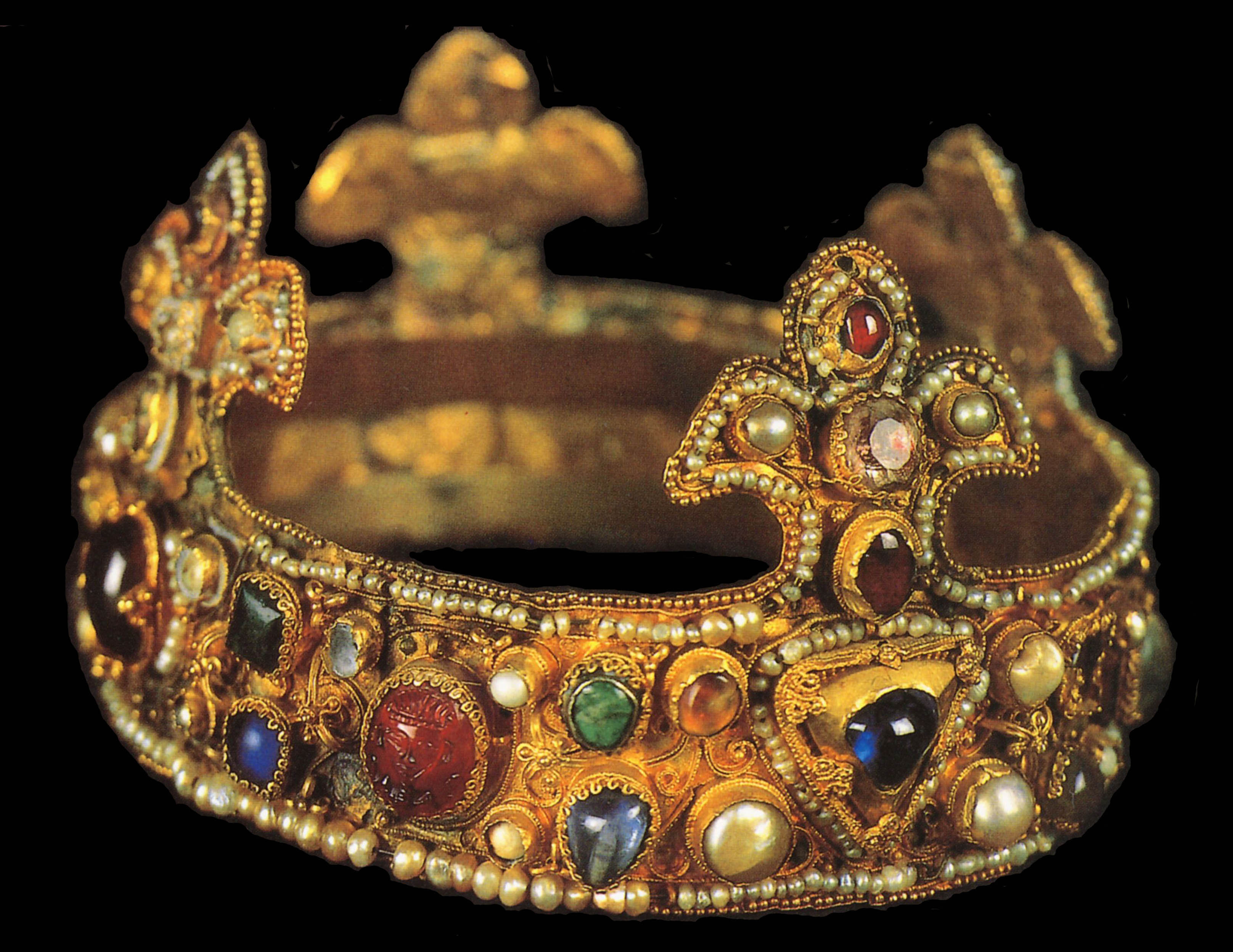
Lilienkrone
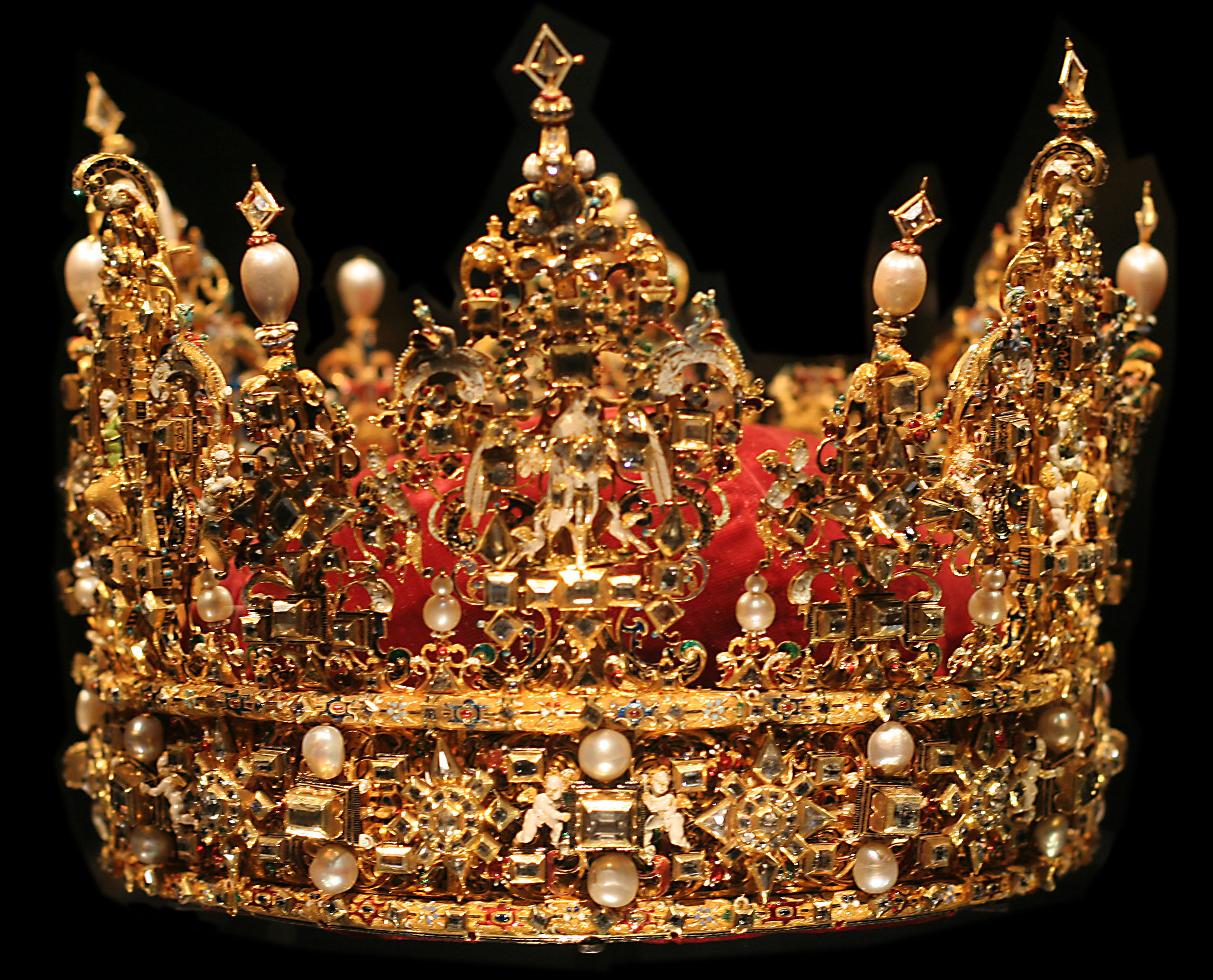
Blätter
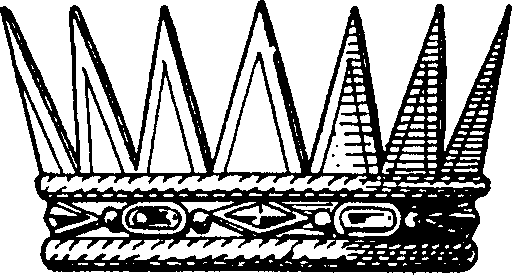
Zackenkrone
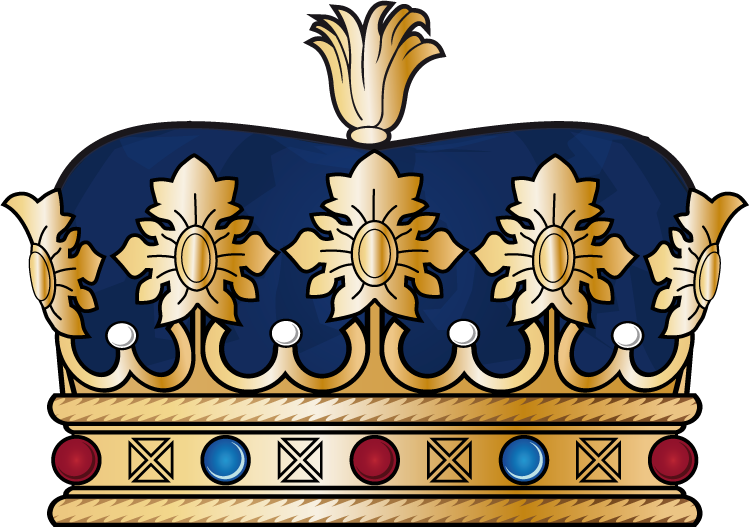
Geschlossene Krone
Offene Krone
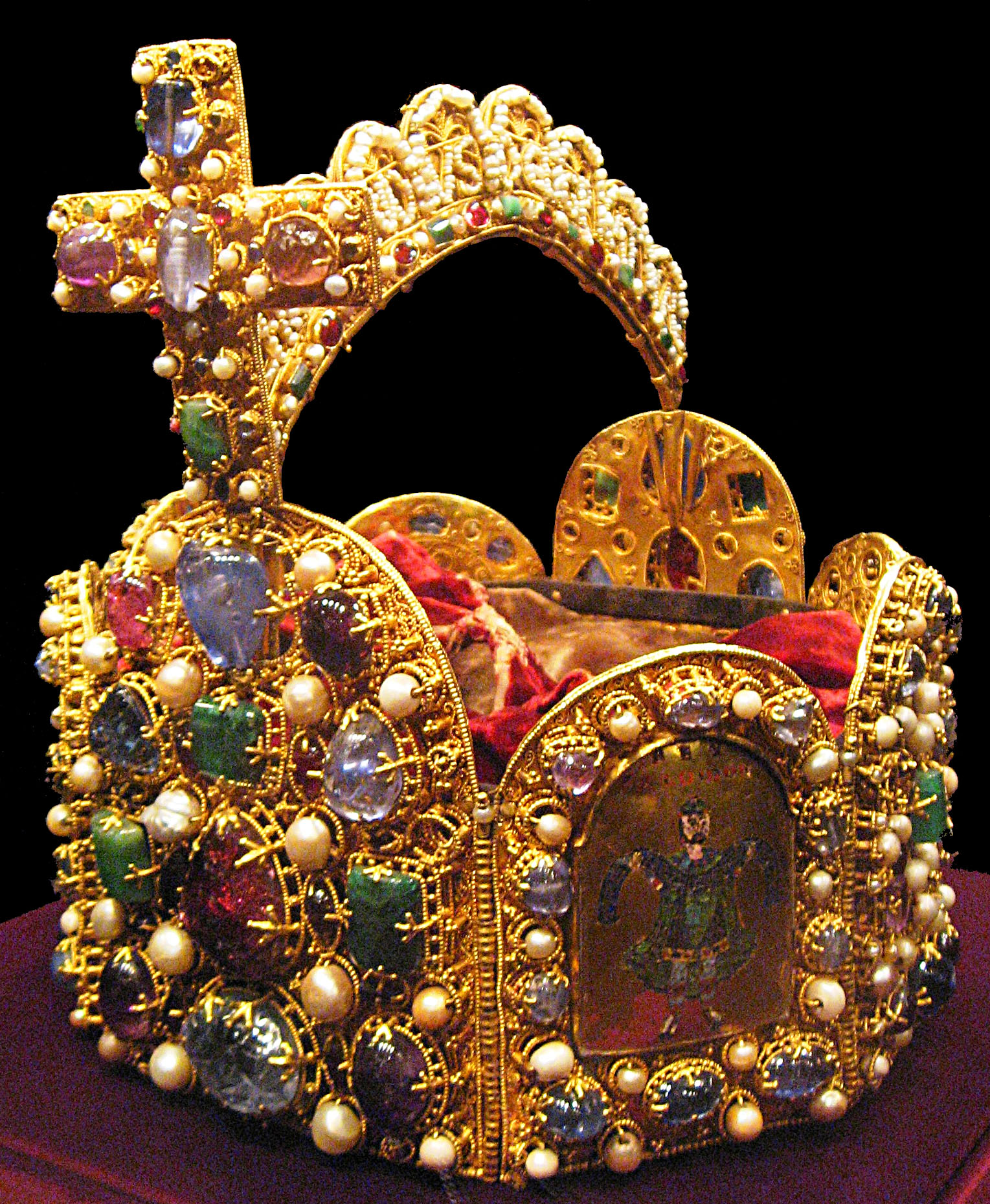
Bügelkrone
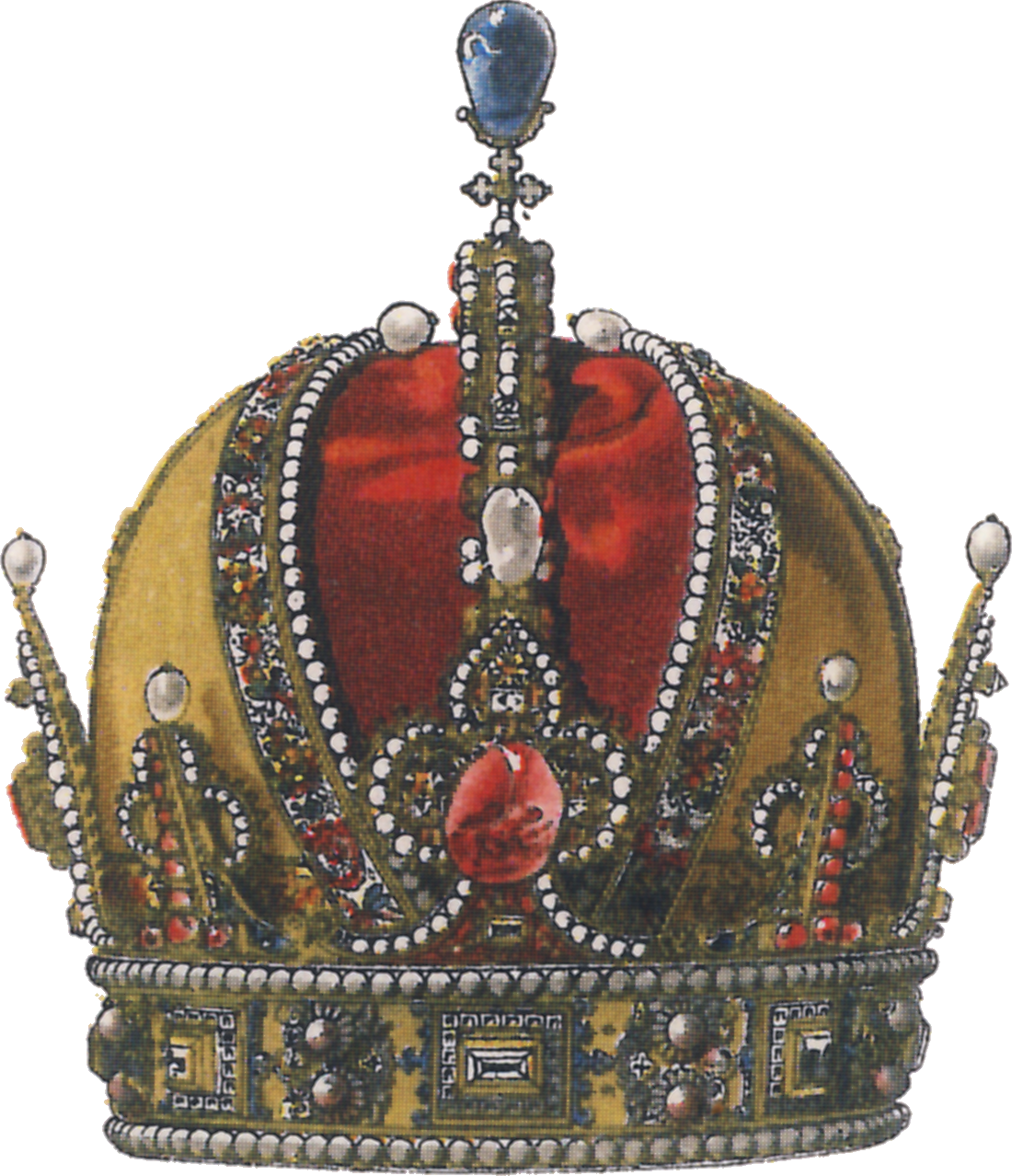
Mitrenkrone

### Beschaffenheit

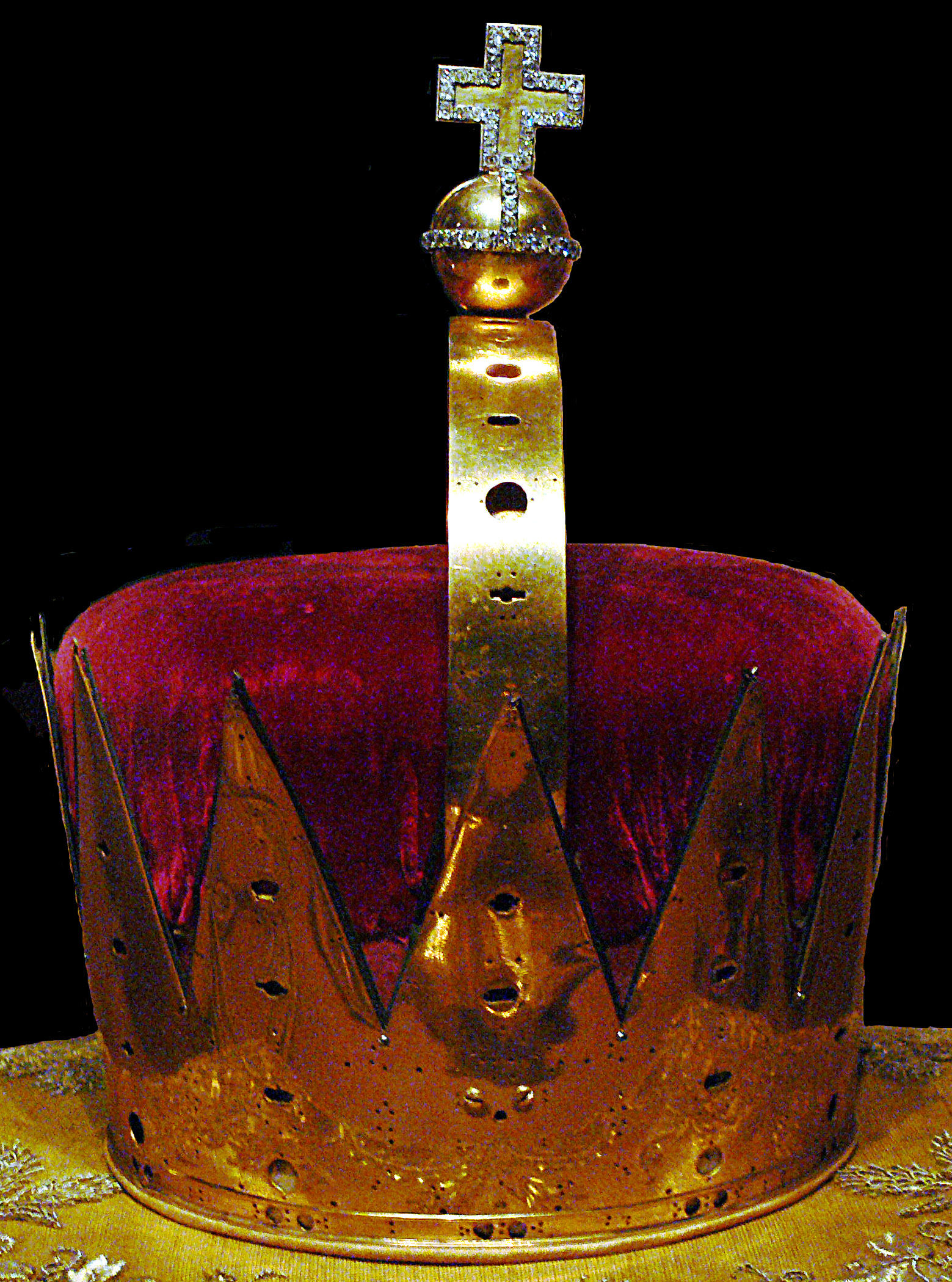
Die Karkasse, oder Metallrahmen, des Erzherzoghutes Kaiser Josephs II.

Europäische Kronen können grob anhand verschiedener äußerer Merkmale typisiert werden, die ebenfalls gemeinsam auftreten können.
- Ist der Kronreif rund, so handelt es sich um einen einfachen Kronreif, besteht er aus Platten, spricht man von einer Plattenkrone.
- Ist der Reif mit Hermelinpelz überzogen, spricht man nicht von einer Krone, sondern von einem Hut, z. B. dem Erzherzogshut.
- Ragen oberhalb des Reifs lilien- oder blätterformige Ornamente empor, spricht man von einer Lilienkrone.
- Sind stattdessen Zacken vorhanden, spricht man von einer Zacken- oder Heidenkrone.
- Man spricht von einer geschlossenen Krone, wenn eine Kronhaube vorhanden ist, eine offene Krone enthält keine Kronhaube.
- Ist einer oder sind mehrere Bügel vorhanden, die die Krone überspannen, so handelt es sich um eine Bügelkrone
- Wenn in einer Bügelkrone statt einer Kronhaube eine Mitra eingesetzt ist, so bezeichnet man das als Mitrenkrone.

Spezielle Formate:
- Zeigt der Kronreif ein Mauerwerk, wird die Krone Mauerkrone oder Corona muralis genannt.
- Eine Krone mit Schiffsdarstellungen wird Schiffskrone oder Corona navalis genannt.

Die Karkasse einer Krone ist das blanke Gerüst ohne Edelsteine, Perlen oder weiterem Dekor.

### Verwendungszweck
- Kronen, die ganz allgemein die Herrschaft und den Status einer adeligen Person kennzeichnen, gelten als Kronen im engeren Sinne und werden z. B. Herrscherkrone genannt.
- Wird eine Krone über einen Altar gehängt, handelt es sich um eine Votiv- oder Weihekrone.
- Sowohl Kronen auf einem realen als auch auf einem (Wappen-)helm sind als Helmkrone bekannt.
- Eine Krone, die im Brauchtum anlässlich der Ernte aus Ähren geflochten wird, heißt Erntekrone.
- Grabkronen werden Herrschern als Grabbeigaben mitgegeben. Darüber hinaus gab es im Brauchtum auch die sogenannte Totenkrone.
- Die Richtkrone wird anlässlich des Richtfestes eines Gebäudes hergestellt.

## Herstellung und Materialien, Wertvorstellungen
Für die Ausschmückung der Kronen wurden von den Goldschmieden die wertvollsten und größten Edelsteine verwendet, die der Auftraggeber zur Verfügung hatte, um den Rang und das Prestige und die entsprechende politische oder militärische Macht des Inhabers zu repräsentieren. Oftmals mussten nach Verlust der Macht oder aufgrund finanzieller Engpässe einzelne Steine veräußert werden, wie zum Beispiel der Regent. In den Geschichtlichen Epochen bestanden teils andere Wertvorstellungen, so ist der Kreuznagel in der Eisernen Krone deren ideell wertvollster Bestandteil. Auch die Gusseiserne Krone von Rumänien zeigt diesen Gedanken deutlich auf.

## Aufbewahrung
Als bedeutendstes Zeichen der Macht waren die Orte der Aufbewahrung der Kronen stets auch strategisch motiviert, es waren und sind besonders befestigte und gesicherte Anlagen mit Symbolcharakter, wie etwa der Tower of London oder die Burg Trifels. Heute befinden sich die meisten Kronen in Museen.

## Rang
Bestimmte Kronen werden ausschließlich von bestimmten Trägern verwendet. Für Kaiserkronen und Königskronen gibt es unterschiedliche Formen.

## Kronen römisch-deutscher Herrscher
|  | Reichskrone                                        | Die Reichskrone ist die Krone der Könige und Kaiser des Heiligen Römischen Reiches seit dem Hochmittelalter. Sie war Symbol für die Herrschaft des Königs bzw. Kaisers, sodass eine Krönung ohne die Reichsinsignien häufig als illegitim angesehen wurde. Die Reichskrone wird in der Weltlichen Schatzkammer der Wiener Hofburg aufbewahrt.                        |
|  | Krone der Essener Madonna/Ottos III.               | Die Essener Krone gehörte zu einer ottonischen Madonna im Essener Stift. Es wird vermutet, dass die Krone möglicherweise zur Kinderkrönung Ottos III. gedient haben könnte. Heute noch ist sie in Essen zu sehen. |
|  | Krone der Kaiserin Kunigunde                       | Die Krone der Kaiserin Kunigunde ist ein einfacher Kronreif mit reichem Edelsteinbesatz, der das Reliquiar der Kaiserin Kunigunde in Bamberg zierte. Heute ist er in der Schatzkammer der Münchner Residenz zu sehen. |
|  | Kamelaukion Friedrichs II./ Konstanze v. Aragon    | Das byzantinische Kamelaukion wurde bei der Graböffnung der Kaiserin Konstanze von Aragon im 18. Jahrhundert gefunden. Es befindet sich im Domschatz zu Palermo. Aufgrund des Schmuckes wird sie nicht zu den Grabkronen gerechnet, sondern zu getragenen Herrscherkronen. Es ist unsicher, ob die Krone ursprünglich von ihr oder von Friedrich II. getragen wurde. |
|  | Eiserne Krone Heinrichs VII. als italischen Königs | Heinrich VII. ließ sich einen eisernen lobeer- und edelsteinbeschmückten Reif zur italischen Königskrönung herstellen, nachdem die Suche nach der sagenumwobenen Krönungskrone Italiens, der Eisernen Krone, erfolglos verlief. |
|  | Langobardische Krone                               | Langobardische Krone in Monza |
|  | Normannische Krone                                 | Normannische Krone, auch Krone Apuliens genannt, in der Kirche S. Nicola in Bari |

### Grabkronen römisch-deutscher Herrscher
|  | Grabkrone Konrads II.              | Die Grabkrone Kaiser Konrads II. aus den Saliergräbern im Speyrer Dom, heute im Historischen Museum der Pfalz (Speyer). Ihre Inschrift gibt zahlreiche Rätsel auf.                                                                                   |
|  | Grabkrone der Kaiserin Gisela      | Die Grabkrone der Kaiserin Gisela aus den Saliergräbern im Speyrer Dom, heute im Historischen Museum der Pfalz (Speyer). |
|  | Grabkrone Kaiser Heinrichs III.    | Die Grabkrone Kaiser Heinrichs III. aus den Saliergräbern im Speyrer Dom, heute im Historischen Museum der Pfalz (Speyer). |
|  | Die Grabkrone Kaiser Heinrichs IV. | Die Grabkrone Kaiser Heinrichs IV. aus den Saliergräbern im Speyrer Dom, heute im Historischen Museum der Pfalz (Speyer). Zusätzlich zur Krone ist die Kronhaube erhalten, die aufgrund ihrer Form mit goldenen Infuln stark an eine Mitra erinnert. |

### Hauskronen römisch-deutscher Herrscher
|  | Hauskrone Friedrichs III. | Die Privatkrone Friedrichs III. ist durch Porträts, das Epitaph und durch eine Beschreibung überliefert worden.                           |
|  | Hauskrone Maximilians I.  | Die Privatkrone Maximilians I. ist durch Porträts und eine detaillierte Beschreibung überliefert worden.                                  |
|  | Hauskrone Karls V.        | Die Privatkrone Karls V. ist durch Porträts und eine detaillierte Beschreibung überliefert worden.                                        |
|  | Hauskrone Rudolfs II.     | Die private Hauskrone Rudolfs II. von 1602 wurde bei Ausrufung des Kaisertums Österreich 1804 als Österreichische Kaiserkrone angenommen. |
|  | Hauskronen Karls VII.     | Die Hauskronen Karls VII. wurden anlässlich seiner Wahl und Krönung im Jahre 1742 als Privatkronen angefertigt.                           |

### Reliquienkronen römisch-deutscher Herrscher
|  | Kaiserkrone auf dem Karlsreliquiar       | Die Kaiserkrone, auch bekannt als Königskrone, und das Reliquiar gehen höchstwahrscheinlich auf Karl IV. zurück. Der Bügel der Krone ist abnehmbar.                                                       |
|  | Krone des Büstenreliquiars Ottos II.     | Die sogenannte Krone Ottos II. schmückte ein Büstenreliquiar Ottos II. Eine Detaillierte Skizze ist im Halleschen Heiltumsbuch überliefert. Sie gilt seit der Mitte des 16. Jahrhunderts als verschollen. |
|  | Krone des Büstenreliquiars Heinrichs II. | Die sogenannte Krone Heinrichs II. schmückte das Büstenreliquiar des heiliggesprochenen Heinrichs II. in Bamberg. Heute befindet es sich in der Schatzkammer der Münchener Residenz.                      |

## Österreich
|  | Kaiserkrone                          | Die Österreichische Kaiserkrone als Hauskrone Kaiser Rudolfs II. im Jahre 1602 angefertigt und 1804 bei Ausrufung des Kaisertums Österreich als Österreichische Kaiserkrone angenommen. Bei der Umwandlung des Kaisertums in die Doppelmonarchie Österreich-Ungarn blieb sie weiterhin die Kaiserkrone.                                                                  |
|  | Erzherzogshut                        | Der Erzherzogshut Österreichs befindet sich im Stift Klosterneuburg. Er ist Symbol der Einheit der österreichischen Erblande. Ein weiterer Erzherzogshut wurde von Maximilian III. für die Burg Mariastein nahe Kufstein in Tirol gestiftet. Eine Kopie wurde für die Krönung von Kaiser Josef II. angefertigt und befindet sich in der Schatzkammer der Wiener Hofburg. |
|  | Herzogshut                           | Der Herzogshut der Steiermark befindet sich im Joanneum in der Landeshauptstadt Graz. Er ist Symbol des Herzogtums Steiermark und ziert das steirische Landeswappen. |
|  | Brillantkrone der Kaiserin Elisabeth | Die Brillantkrone wurde für die ungarische Königskrönung 1867 der Kaiserin Elisabeth von Österreich angefertigt bzw. umgearbeitet. Sie gilt seit 1925 als verschollen. |

## Böhmen
|  | Wenzelskrone     | Die Wenzelskrone ist die Königskrone des Königreichs Böhmen und der älteste Bestandteil der böhmischen Krönungsinsignien. |
|  | Kurfürstenhut    | Der Kurfürstenhut mitsamt dem Mantel, Handschuhe und Zepter des Königs von Böhmen in seiner Funktion als Kurfürst befindet sich in der Wiener Schatzkammer.                                                                      |
|  | Knickgelenkkrone | Böhmen, 15. Jahrhundert, Metallarbeit, Silber vergoldet, Perlen, Glas Paste, Höhe: 4 ⅛ Zoll (10,48 cm) Durchmesser: 6 Zoll (15,24 cm), Geschenk der Judas Collection (M.84.200), ausgestellt im Los Angeles County Museum of Art |

## Russland
|  | Die Mütze des Monomach, der Moskowiter Zarenhut war die Krönungsinsignie aller gekrönten Großfürsten von Moskau und Zaren von Dmitri Donskoi bis Peter dem Großen. |
|  | Die Zarenkrone war die offizielle Krone der russischen Zaren. Sie befindet sich heute in der Schatzkammer des Moskauer Kremls.                                     |
|  | Die polnische Krone der Zarin Anna |

## Kronen anderer Herrscher
|                                    | Die mittelalterliche Krone des Zweiten bulgarischen Reiches. Sie wird im Nationalen Historischen Museum in Sofia aufbewahrt. |
|                                    | Die Edwardskrone ist die älteste der britischen Königskronen und Teil der Britischen Kronjuwelen. Sie wird im Tower von London aufbewahrt. |
|                                    | Die Eiserne Krone ist die Königskrone der Langobarden. Im Innern befindet sich ein fälschlich für eisern gehaltener Reif, der angeblich aus einem Nagel vom Kreuz Christi hergestellt wurde. |
|                                    | Die Erikskrone des schwedischen Königs Erik XIV. ist eine Traditionskrone, die als Krönungsinsignie an Bedeutung verloren hat und nur noch als Ausstellungsstück verwendet wird. |
|                                    | Die Stählerne Krone des Königreichs Rumänien wurde aus einer Gussstahlkanone, die die rumänische Armee im Rumänischen Unabhängigkeitskrieg erbeutet hatte, angefertigt. |
|                                    | Die Stephanskrone des Königreiches Ungarn war die Krone der Länder der heiligen Stephanskrone. |
|                                    | Die Tiara ist die früher bei feierlichen Anlässen getragene außerliturgische Krone des Papstes mit später dreifachem Kronreif. Es bestehen mehrere Fassungen, die für verschiedene Päpste hergestellt wurden. |
|                                    | Die Krone des Königreichs Bayern und die Krone der bayerischen Königin wurden anlässlich der Erhebung Bayerns 1806 angefertigt. |
|                                    | Die Pfälzische Krone oder Böhmische Krone ist die älteste erhaltene englische Krone und kam als Mitgift der Pfalzgräfin Blanca von England (1392–1409) in den Besitz des Hauses Wittelsbach. |
|                                    | Die Krone Friedrich Ludwigs, Prince of Wales |
|                                    | Die Krone der Kaiserin Farah Pahlavi |
|                                    | Die vermutliche Krone der Blanca Margarete von Valois entdeckt 1985–1988 in Środa Śląska |
|                                    | Die Imperial Crown of India Kaiserkrone Indiens, →Vereinigtes Königreich→ Britisch-Indien |
|                                    | Die persische Kiani-Krone |
|                                    | Die Kaiserkrone des Kaiserreichs Brasilien |
|                                    | Die Krone der Kaiserin Eugénie |
|                                    | Die Königskrone Ludwigs XV. von Frankreich |
|                                    | Die Krone des Königreichs Württemberg |
|                                    | Die Krone Wilhelms II. ist Teil der Preußischen Kronjuwelen |
|                                    | Die Krone Stefan Bocskais |
|                                    | Die Kaiserkrone Napoleons I. |
|                                    | Die altägyptische Atef-Krone |
|                                    | Die byzantinische Monomachos-Krone |
|                                    | Die Krone des Königreichs Norwegen und die Krone der norwegischen Königin |
|                                    | Die Krone Christians IV. und die neuere Absolute Krone sind Teil der Dänischen Kronjuwelen |
|                                    | Die Königskrone des Königreichs Schottland ist Teil der Schottischen Kronjuwelen |
|                                    | Die Krone von Portugal ist Teil der Portugiesischen Kroninsignien |
|                                    | Krone der Königin Elisabeth von Bosnien |
|                                    | Gotische Lilienkrone der Kaiserin Kunigunde |
|                                    | Die polnische Königskrone Augusts des Starken ist Bestandteil des Krönungsornats (Mantel, Schwert, Reichsapfel und Krone) und wurde von Friedrich selbst entworfen. Der gesamte Ornat ist so schwer, dass er die Zeremonie im Wawel am 15. September 1697 nur mit Mühe überstand, der gesamte Ornat ist ausgestellt in der Rüstkammer (Dresden). |
| ImperialMexicanCrown1              | Krone des Kaisers von Mexiko. Die Kaiserkrone von Mexiko war die Krone des Kaisers Maximilian I. (Mexiko). Die ursprüngliche Krone wurde zerstört, eine Kopie ist noch für die Öffentlichkeit sichtbar. → Kaiserreich Mexiko |
| Golden Crown Replica of King Wanli | Krone des Kaisers von China. Das Foto zeigt eine Replika der Krone des Kaisers Wanli. →Kaiser von China |
|                                    | Krone des Königreichs Spanien |